# Aba-Frauenaufstände
Die Aba-Frauenaufstände (Igbo: Ogu Umunwanyi; engl. Aba Women’s Riots, Aba Riots oder Women’s War) waren eine Revolte von Frauen verschiedener Ethnien (Igbo, Ibibio, Andoni, Ogoni) im Südosten Nigerias, im November und Dezember 1929. Sie richteten sich gegen die Steuerpolitik der britischen Kolonialherrschaft.

## Hintergrund
Die Briten wollten 1929 eine neue Steuer für Marktfrauen einführen, die die wachsende städtische Bevölkerung mit Nahrung versorgten. Die Frauen wollten sich gegen diese Steuer wehren.

## Verlauf
Die Aufstände begannen nach monatelanger Vorbereitung am 23. November 1929. Frauen blockierten die Straße von Ikot Abasi nach Aba. In den darauf folgenden Aufständen in Calabar, Owerri und kleineren Städten versammelten sich tausende Frauen bei Verwaltungs- und Gerichtsgebäuden, um gegen die geplanten neuen Steuern zu protestieren. Die Frauen wandten eine Taktik an, die „sitting on a man“ genannt wurde, wobei beleidigende Lieder gesungen wurden und auf verschiedene andere Weisen versucht wurde, Männer zu erniedrigen. Sie brachen an verschiedenen Orten in Gefängnisse ein und befreiten Gefangene, attackierten europäische Geschäfte und Banken und brannten Gerichtsgebäude (Native Courts) nieder. Die Briten schossen bei zwei Gelegenheiten in die Menge von demonstrierenden Frauen und töteten mehr als 50 von ihnen. Weitere rund 50 Frauen wurden dabei verletzt; auf der britischen Seite kam es zu keinen Verwundeten. Bis zu 25.000 Frauen waren an den zwei Monate anhaltenden Protesten beteiligt.

## Terminologie
Ursprünglich wurde durch die britische Kolonialverwaltung die Bezeichnung Aba-Frauenaufstand (Aba Women’s Riot) verwendet. Inzwischen ist die Bezeichnung Aba-Frauenkrieg (Aba women’s war) weitaus geläufiger. Laut der Leiterin des Centre for Policy Studies and Research an der University of Nigeria, Egodi Uchendu, sei die Bezeichnung als Aufstand unzureichend, da die Organisation und das Ausmaß der Auseinandersetzung über einen einfachen Aufstand hinausgegangen seien, besonders im Hinblick darauf, dass Frauen verschiedener ethnischer Gruppen beteiligt gewesen seien. Dementsprechend wären die Begriffe „Aba Women’s War“ oder auch „Aba Women’s Rebellion“ (deutsch: Aba-Frauenrebellion) zutreffender. Des Weiteren treten alternativ auch die Begriffe Igbo-Frauenkrieg (Igbo Women’s War) oder Igbo-Frauenaufstand (Igbo Women’s Riot) auf.